# Programska oprema za projektno vodenje
Orodja za vodenje projektov nam pomagajo načrtovati, organizirati in upravljati z viri in orodji ter podati ocene virov. Odvisno od kompleksnosti programske opreme je omogočeno ocenjevanje in načrtovanje, nadzor stroškov in upravljanje  proračuna, sredstev, kolaborativne programske opreme, komunikacij, odločanja, upravljanje kakovosti in dokumentacije različnih sistemov. Danes obstajajo različne PC in spletne različice takšnih orodij, ki so uporabne v vseh aspektih organizacije.

### Trendi
S prihodom Interneta stvari je bila programska oprema za vodenje projektov razvita, da vključi testirne tehnologije, razvojna orodja in izboljšane metode kibernetske varnosti.

## Naloge in aktivnosti

### Načrtovanje
Ena izmed najbolj pogostejših vrst orodij programske opreme za upravljanje projekta so orodja za načrtovanje.Takšna orodja se uporabljajo za določanje zaporedja aktivnosti projekta in določevanje datumov in virov zanje.Natančnost in sofisticiranost določenega urnika je odvisno od posameznega orodja. Orodje za načrtovanje omogočajo: 
- Obravnavanje odvisnosti med posameznimi aktivnostmi
- Dodeljevanje in razporejanje virov
- Določevanje kritične poti
- Ocenjevanje trajanja aktivnosti
- Dejavnosti stroškovnega računovodstva

### Zagotavljanje informacij
Orodja za načrtovanje projektov zagotavljajo podatke za različne deležnike in se lahko uporabljajo za  merjenje in utemeljevanje stopnje napora, ki je potrebna za izvedbo projekta (- ov). Tipične zahteve lahko vključujejo:
- Pregled nad trajanjem aktivnosti.
- Zgodnje opozarjanje na tveganja na projektu.
- Informacije glede delovne obremenitve z namenom planiranja odsotnosti.
- Zgodovinski podatki o tem, kako so projekti napredovali, in zlasti primerjava med načrtovanimi in dejanskimi rezultati.
- Optimalno izrabo razpoložljivih virov.
- Stroški vzdrževanja.
- Sodelovanje sodelavcev in strank.
- Takojšnjo komunikacijo s sodelavci in strankami.

## Vrste

### Namizna orodja
Namizna orodja za vodenje projektov so po navadi namenjene za enega uporabnika, ponavadi za vodjo projekta ali drugega strokovnjaka, kot je planer ali upravljavec tveganja.

### Spletna orodja
Spletna orodja za vodenje projektov so dostopna preko spletnega brskalnika. To omogoča uporabo preko pametnega telefona ali tabličnega računalnika.

### Mobilna orodja
V zadnjih letih so se orodja za vodenje projektov preselile na Mobilne naprave. Od leta 2015 obstaja več mobilnih telefonov, kot računalnikov na svetu, zato je premik SaaS aplikacije na mobilne naprave edina smiselna pot. Takšna migracija je imela tudi dodatne koristi, ki omogočajo uporabnikom, da lahko spremljajo posodobitve in podrobnosti o projektu na poti.

### Ostale oblike
Poleg omenjenih obstajajo še naslednje oblike:
- osebna orodja
- eno-uporabniška orodja
- kolaborativna orodja
- vizualna orodja